# Вербки-Осокорівка
Ве́рбки-Осоко́рівка {до 2016 року — Петрівське) — село в Україні, у Синельниківському районі Дніпропетровської області. Входить до складу Раївської сільської громади. Населення за переписом 2001 року становить 62 особи. До 2017 року орган місцевого самоврядування - Новоолександрівська сільська рада.

## Історія
12 червня 2020 року, відповідно до розпорядження Кабінету Міністрів України № 709-р від «Про визначення адміністративних центрів та затвердження територій територіальних громад Дніпропетровської області», увійшло до складу Раївської сільської громади.
19 липня 2020 року, в результаті адміністративно-територіальної реформи та ліквідації   Синельниківського (1923—2020) району, село увійшло до складу новоутвореного Синельниківського району.

## Географія
Село Петрівське розташоване на лівому березі річки Осокорівка, вище за течією на відстані 2,5 км розташоване село Панасівка, нижче за течією на відстані 0,5 км розташоване село Павлівка. Річка в цьому місці пересихає, на ній зроблена загата.

## Інтернет-посилання
- Погода в селі Петрівське [Архівовано 20 грудня 2011 у Wayback Machine.]